# ギラファノコギリクワガタ
ギラファノコギリクワガタ（Prosopocoilus giraffa）は、昆虫綱甲虫目クワガタムシ科ノコギリクワガタ属に分類される昆虫の一種。インドからティモール、フィリピンといった東南アジアに広く分布する種で、全9亜種に分類される。
インドネシアのフローレス島などに分布する亜種 P. g. keisukei Mizunuma et Nagai, 1991 が最大の亜種で、同亜種のオス成虫の最大体長は野生個体で121.0mm、飼育個体では最大122.0mmが記録されている。また、フィリピンのネグロス島や、シブヤン島などに分布する亜種P.g.daisukeiは2番目に大型になりオス成虫の最大体長は野生個体で114.0mm、飼育個体で119.0mmが記録されている。上羽は光沢を帯びている。ギラファノコギリクワガタの基準種とされるP.g.giraffaはオス成虫最大で112mmが記録されている。
マンディブラリスフタマタクワガタ Hexarthrius mandibularis とともに世界最大のクワガタムシとされる。学名の種小名および和名の giraffa （ギラファ）は哺乳類のキリン (giraffe) に由来するもので、細長い大顎と体をキリンに見立てたものと思われる。キバナガノコギリクワガタと呼ばれることもある。

## 分布
ネパール、ブータン、ミャンマー、タイ、ラオス、ベトナム、カンボジア、マレー半島、インド、インドネシア、ティモール島、フィリピンなど

## 形態
成虫の体長は、オスで45.0 - 122mm、メスで31.0 - 56.2mmである（亜種により異なる）。野生個体における最大記録は、亜種 keisukei の118mmである。飼育個体の最大記録はいずれも keisukei で、2004年時点では117.5mm、2009年時点では119.4mm、2013年時点では121.0mm、2022年時点では122.0mmである。
野外記録はケイスケ:121.0mm、ダイスケ114.0mm、原名亜種108.0mm、マキタ111.0mm、サンギール104.0、ティモール94.0、ニルギリ106.6、ボロブドゥル103.0となっている。
体形は全体的に扁平。体色は黒いが、亜種によって光沢が強いもの、弱いものがいる。　　　　　　　　　　　　　　　　　　　　　上翅がやや褐色の個体もいて、紫外線を浴びて色褪せてしまっているから褐色になっている。
種小名giraffa が「キリン」を意味する通り、大顎の比率が特に長く、大顎は基部が太く盛り上がり、波打つように曲がっていて、先端は二股に分かれるが、亜種によって、大顎がやや直線的なものや、やや細いものがいる。内歯（内側の突起）は左右対称ではなく、若干ずれている（左が上、右が下）。

## 分類
ギラファノコギリクワガタは、9亜種に分類されている。
Prosopocoilus giraffa giraffa （Olivier, 1789）
ネパール、ブータン、インド北東部、ミャンマー、タイ、ラオス、ベトナム、カンボジア、マレー半島
オス45 - 108ミリメートル、メス31 - 48ミリメートル。飼育下では最大体長110.8mmのオス個体が記録されている。
Prosopocoilus giraffa nirgiriensis Mizunuma et Nagai, 1991
南インド
62.5 - 106.6ミリメートル、メス44.5 - 45ミリメートル。飼育下では最大体長106.4mmのオス個体が記録されている。
Prosopocoilus giraffa borobudur Mizunuma et Nagai, 1991
ジャワ島、バリ島、スマトラ島南部
オス58 - 103.0ミリメートル、メス41 - 49.5ミリメートル。飼育下では最大体長100.5mmのオス個体が記録されている。
Prosopocoilus giraffa keisukei Mizunuma et Nagai, 1991
フローレス島、ロンボク島、タナジャンペア島
オス48.5 - 121.0ミリメートル メス35.5 - 56.0ミリメートル。ギラファノコギリクワガタの最大亜種。飼育下では最大体長122.0mmのオス個体が記録されている。特にフローレス島産は最も大きくなるとされ、大顎の先端が二股に分かれており、「ケイスケギラファ」とも呼ばれる。
学名の亜種名 keisukei は水沼哲郎の次男・敬典に由来する。
Prosopocoilus giraffa timorensis Mizunuma et Nagai, 1991
ティモール島、ウェター島
オス35 - 94.0ミリメートル、メス35.5 - 45ミリメートル。飼育下では最大体長99.9mmのオス個体が記録されている。
Prosopocoilus giraffa nishiyamai Mizunuma et Nagai, 1991
スラウェシ島
オス47.5 - 101ミリメートル、メス37 - 46ミリメートル。
Prosopocoilus giraffa nishikawai Mizunuma et Nagai, 1991
サンギール諸島（タフナ島）
オス55.5 - 96ミリメートル、メス43.5 - 48ミリメートル。飼育下では最大体長102.3mmのオス個体が記録されている。
Prosopocoilus giraffa makitai Mizunuma et Nagai, 1991
ミンドロ島、ルソン島
オス47.5 - 111.0ミリメートル。飼育下では最大体長110.1mmのオス個体が記録されている。
Prosopocoilus giraffa daisukei Mizunuma et Nagai, 1991
ネグロス島、シブヤン島
オス66 - 114.0ミリメートル メス44 - 63ミリメートル。飼育下ではオスは最大119.4mmが記録されている。　　　　　　　　上羽には光沢があり「ダイスケギラファ」とも呼ばれている。
学名の亜種名 daisukei は水沼哲郎の長男・大輔に由来する。

## 生態
熱帯雨林に生息しているため、季節に関係なく、連続して発生していると考えられ、主に広葉樹の高木の幹の上で生活するが、詳しい生態については、あまり分かっていない。
広葉樹の樹液を主食にし、オスは餌場やメスをめぐって争うと考えられる。他の種より際立って気の荒さで目立つといったことはなく、闘争性ではフタマタクワガタ属やヒラタクワガタ等には劣る。
メスは広葉樹の朽木に産卵する。幼虫は朽木の中で生活し、その朽木を食べて育ち、他の性的二形の著しいクワガタムシと同様に、オスよりもメスの方が幼虫期間は短い。なお、幼虫の時点でオスの方が大きい。孵化してから 7 - 14か月で蛹になる。蛹になってから1か月ほどで羽化し、成虫になる。成虫の寿命は6- 15か月とされ、ノコギリクワガタの中でもかなりの長寿である。
大顎があまりにも長すぎるために挟む力はあまり強くない。基部にある内歯だけは例外的に非常に強い力を持っており、この部分は他のクワガタムシやカブトムシの角や大顎に穴を開ける程強力で、これは本種に近縁のコンフキウスノコギリクワガタにも見られる。
基本的にはそれほど気性が荒い種ではないが、最大級の個体が闘争心を発揮した場合はコーカサスオオカブトのような強豪クラスのカブトムシや、自身よりも一回り小さいサイズの大型のヒラタクワガタ類相手にも勝利する場合もあるなど高い戦闘能力を発揮する。
飛翔性も低くはなく、灯火にも飛来する事がある。

## 人間との関係
ペットとして飼育されることもあり、日本にも輸入されている。なお、2001年に日本に輸入された個体は8929匹であった。飼育下繁殖個体も見られる。

## 画像

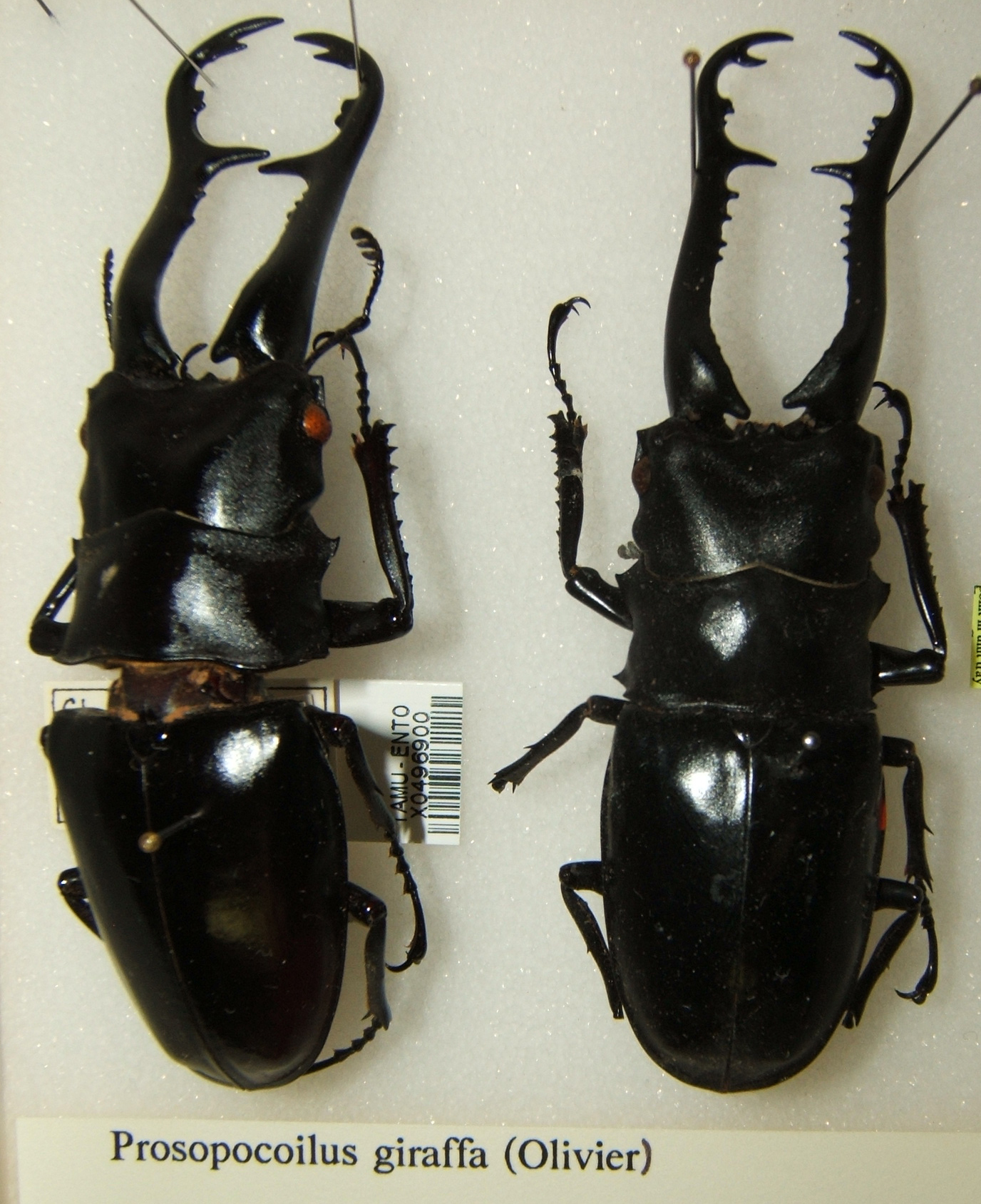
オス
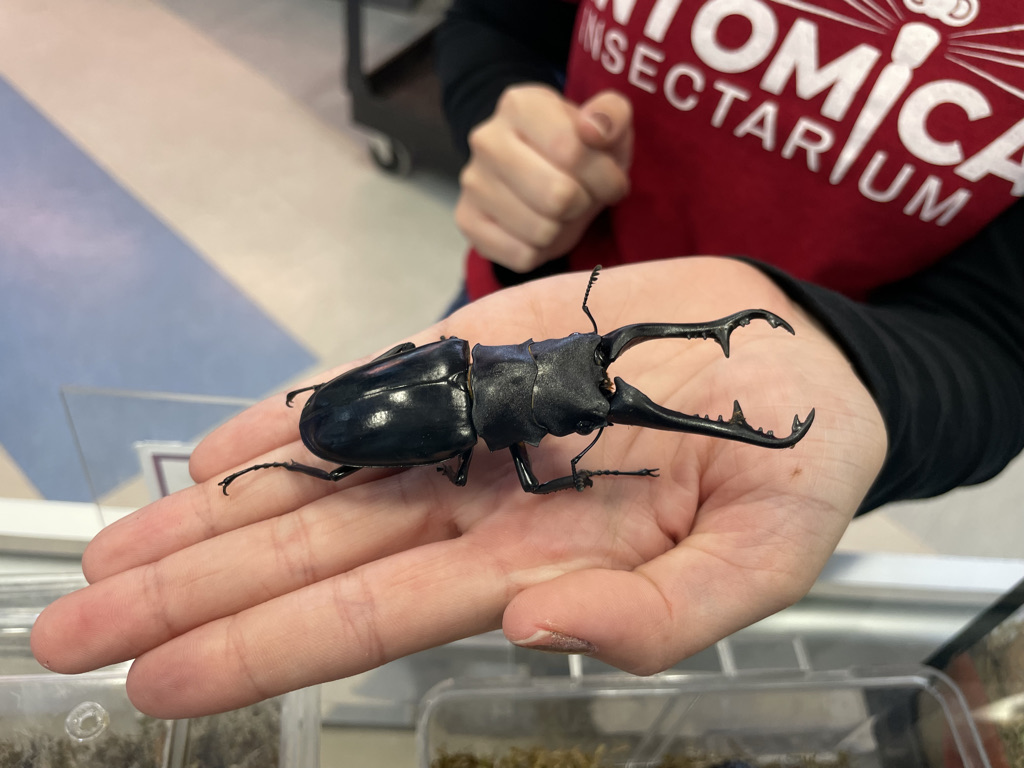
オス
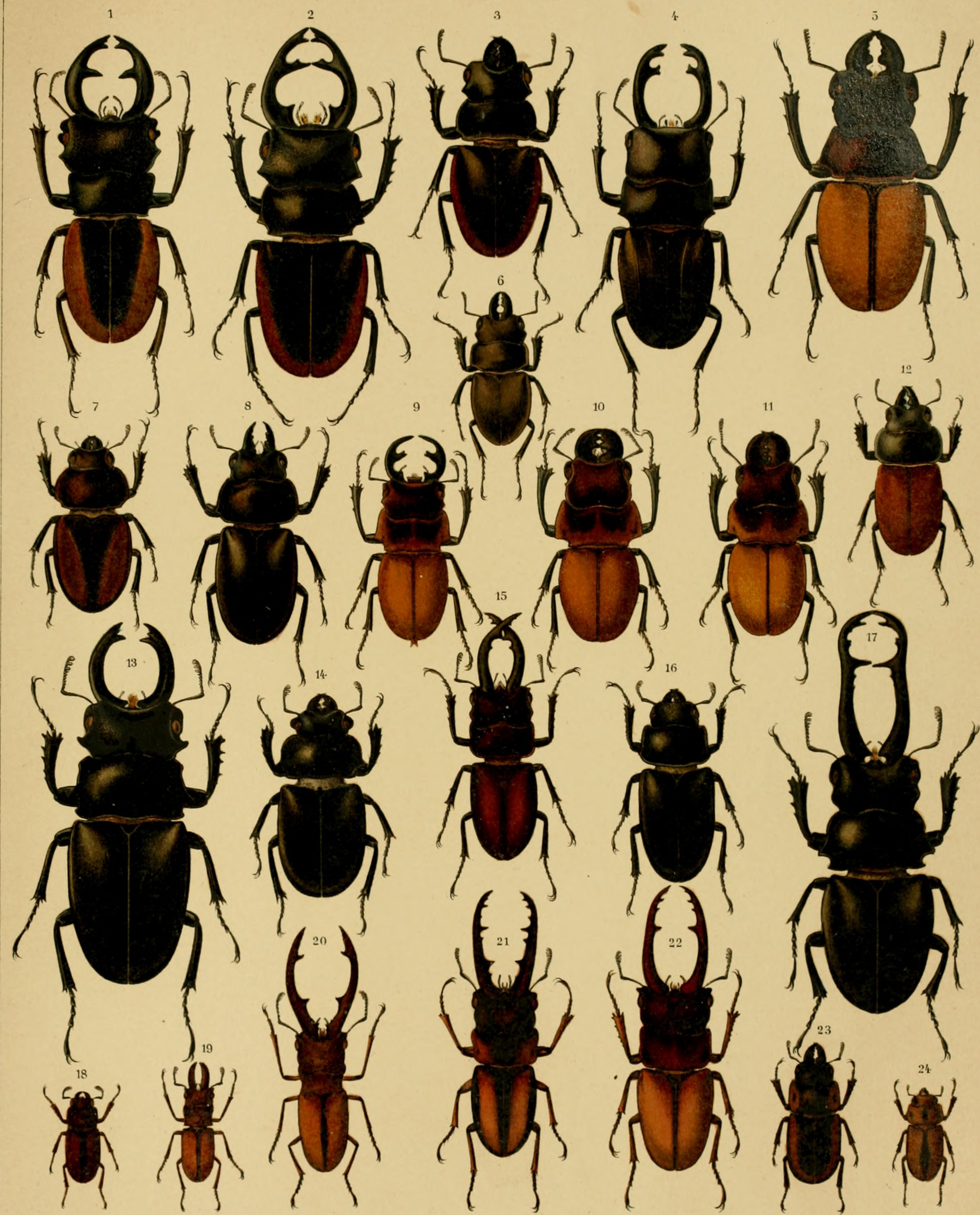
イラスト
- オスの3Dモデル